# Лісовик Олександр Григорович
Олександр Григорович Лісовик (справжнє прізв. — Гнида; 22 (10) грудня 1897, Горби, Глобинський район, Полтавська область — 24 жовтня 1937, Київ) — український радянський діяч, голова Артемівського окрвиконкому, голова Вінницького облвиконкому. Член ВУЦВК і ЦВК СРСР.

## Біографія
Закінчив Полтавську ремісничу школу у 1916 році, отримав фах токаря-металіста. Під час навчання став членом нелегальної революційно-соціалістичної організації Юнацька спілка. В цю організацію він вступив спільно зі своїм другом Андрієм Хвилею, що і засвідчив на одному із допитів в Москві в 1937 р. 
1917 приєднався до т. зв. лівобережців. Від червня 1918 — член УПСР (боротьбистів), її функціонер. Учасник антигетьманського підпілля та протигетьманського повстання 1918 в Полтаві. На початку 1919 — політичний емісар боротьбистів на Поділлі.
За радянської влади (1919) — завідувач Полтавського губернського відділу народної освіти. У 1919—1920 роках був політичним емісаром ЦК Української комуністичної партії (боротьбистів) у повстанській бригаді, яка здійснила рейд по тилах денікінців від міста Сквира до Полтави і Катеринослава. У листопаді 1919 року від імені ЦК УКП(б) вів у Катеринославі переговори з Нестором Махном про спільні дії проти військ генерал-лейтенанта А.Денікіна і створення Української Червоної армії.
У 1920 році — член Катеринославського губернського революційного комітету. З 1920 року — член виконавчого комітету Полтавської губернської ради. До 1923 року — заступник голови виконавчого комітету Донецької губернської ради.
У жовтні 1923 — серпні 1924 року — голова виконавчого комітету Таганрізької окружної ради.
У вересні 1924 — вересні 1925 року — голова виконавчого комітету Полтавської губернської ради.
У жовтні 1925 — квітні 1928 року — голова виконавчого комітету Артемівської окружної ради. Перебував на керівній радянській роботі.
У лютому — жовтні 1932 року — голова Організаційного комітету Президії ВУЦВК по Вінницькій області, голова виконавчого комітету Вінницької обласної ради.
16 листопада 1932 — 29 жовтня 1933 року — заступник народного комісара земельних справ Української СРР. 29 жовтня 1933 — 1934 року — заступник уповноваженого Народного комісаріату зернових і тваринницьких радгоспів СРСР по Українській СРР. З 1934 року — уповноважений Народного комісаріату зернових і тваринницьких радгоспів СРСР по Українській СРР.
14 листопада 1936 — липень 1937 року — 1-й заступник народного комісара харчової промисловості Української СРР.
З початком у СРСР кампанії тотальних репресій 2 липня 1937 заарештований органами НКВС як учасник «антирадянської терористичної націоналістичної організації». Засуджений до розстрілу і страчений у Києві.